# Mars (mitologija)
Mars je bil v rimski mitologiji bog pomladi, plodnosti, in vojne ter zavetnik kmetov. Bil je sin Junone in Jupitra ter mož boginje Bellone, zavetnice vojakov. Prvotna poimenovanja so bila Mavors, Maurs in Marmar, kasneje pa se ime poenoti v Mars.

## Mitološke povezave
V grški mitologiji ga enačijo z bogom Aresom, kar pa ne drži popolnoma, saj Mars v nasprotju z Aresom ni netil vojn in jih podpihoval ampak je bil bolj zavetnik Rimljanov v vojnah. Mars naj bi bil tudi oče Romula in Rema in kot tak oče ustanoviteljev mesta Rim. Njemu posvečeni živali sta bili volk in žolna.
Mars mitološko prikazuje dvojnost življenja Rimljanov, ki so bili hkrati kmetovalci in vojaki. Vloga zavetnika kmetov pa je sčasoma prešla z Marsa na boginjo Cerero.

## Čaščenje
Mars je imel prvi tempelj na Kapitolu skupaj z Jupitrom in Kvirinom. Kasneje so se templji širili po vsem imperiju. Vsak tempelj je bil namenjen eni od vlog, ki jih je Mars imel. Tako so nastajali templji, ki so častili Marsa maščevalca, Marsa zavetnika Rima, Marsa zavetnika vojske ...
Pomembna templja sta nastala tudi na Palatinskem griču ter na Marsovem polju, kjer je nastal tudi vojaški poligon.

## Legenda o ščitu
Mars naj bi po verovanju nad mesto Rim v znak svoje podpore, vrgel svoj ščit, ki naj bi varoval prebivalce pred vdorom sovražnika. Kralj Numa Pompilij je dal iz bojazni, da bi bil ščit ukraden, izdelati še enajst kopij, ki so bile spravljene v svetišču Regia na Rimskem forumu, v katerem so bili spravljeni ščiti boga Marsa in posvečene sulice. Vsak vojskovodja je moral pred odhodom na bojni pohod priti v to svetišče in obljubiti Marsu del plena. Naloga rimskega konzula pa je bila stresti sulice in zavpiti: Mars vigila! (latinsko za Mars zbudi se!). Tako je, po verovanju, vojskovodja dobil božjo pozornost in zaščito.

## Imena posvečena Marsu
Marsu je posvečeno ime meseca marca, ki je bil v Rimu prvi mesec leta. Tako so izkazali čast zaščitniku mesta.
Tudi planet Mars nosi ime tega rimskega boga.
V starem Rimu mu je bilo posvečeno Marsovo polje, po tem vzoru kasneje Marsove poljane (Champ de Mars) v Parizu in Marsovo polje v Sankt Peterbrurgu.